# أو أي (مسلسل)
أو أي (بالإنجليزية: The OA) مسلسل غموض، دراما، وخيال علمي أمريكي. من إعداد بريت مارلنغ وزال باتمانغليج، عرض على نتفليكس في 16 ديسمبر، 2016. يتابع المسلسل قصة امرأة شابة برايري جونسون التي تظهر بعد إختفاءها بسبعة سنين.

## الممثلين والشخصيات

### شخصيات رئيسية
- بريت مارلنغ بدور بريري جونسون "أو أي"
- إموري كوهين بدور هومر روبرتس[9]
- سكوت ويلسون بدور أبيل جونسون؛ والد بريري بالتبني
- فيليس سميث بدور إليزابيث "بيتي"

## وصلات خارجية
- الموقع الرسمي
- أو أي على موقع IMDb (الإنجليزية)
- أو أي على موقع ميتاكريتيك (الإنجليزية)
- أو أي على موقع روتن توميتوز (الإنجليزية)
- أو أي على موقع نتفليكس (الإنجليزية)
- أو أي على موقع فيلمافينيتي (الإسبانية)
- أو أي على موقع كينوبويسك (الروسية)
- أو أي على موقع ألو سيني (الفرنسية)
- أو أي على موقع قاعدة بيانات الفيلم (الإنجليزية)